# Kesteven 75
Kesteven 75, ou SNR G029.7−00.3  est un rémanent de supernova jeune, situé à l'extrémité ouest de la constellation de l'Aigle, à proximité des constellations du Serpent et de l'Écu de Sobieski. Ce rémanent est considéré comme parmi les plus jeunes de notre Galaxie, avec un âge estimé à quelques siècles. Il est relativement éloigné du Soleil, aussi n'a-t-il probablement pas été vu par les astronomes des siècles passés comme une supernova historique. Il abrite en son sein un pulsar très jeune, en fait le pulsar au plus faible âge caractéristique connu à ce jour, PSR J1846-0258. Le rémanent lui-même a été découvert en 1959.